# نوكيا 2220 سلايد
نوكيا 2220 سلايد (بالإنجليزية: Nokia 2220 Slide)‏ هو هاتف محمول من نوكيا يعمل بلغة جافا وقد أصدر في نوفمبر من عام 2009.